# Raidansaari (ö i Norra Savolax)
Raidansaari är en ö i Finland. Den ligger i sjön Nilakka och i kommunen Keitele i den ekonomiska regionen  Övre Savolax ekonomiska region  och landskapet Norra Savolax, i den centrala delen av landet, 300 km norr om huvudstaden Helsingfors. Öns area är 1,2 hektar och dess största längd är 250 meter i sydöst-nordvästlig riktning.